# Крейл (Северная Голландия)
Крейл (нидерл. Kreil) — посёлок в нидерландской провинции Северная Голландия, входит в общину Холландс-Крон в провинции Северная Голландия в Нидерландах. Крейл, как и соседний Пулленд, расположен в западно-фризском районе Омрингдейк. Название Крейл является прямой отсылкой на Крейлерский лес, который когда-то там находился.
Крейл также расположен на окраине Вардполдера, который был осушен в XIX веке. Часть населённого пункта официально считается принадлежащей деревне Вирингервард, другая часть - деревне Барсингерхорн. По этой причине Крейл чаще называют посёлком, а не деревней или селом. Раз в год проводится «Крейлерская ярмарка».

## Галерея

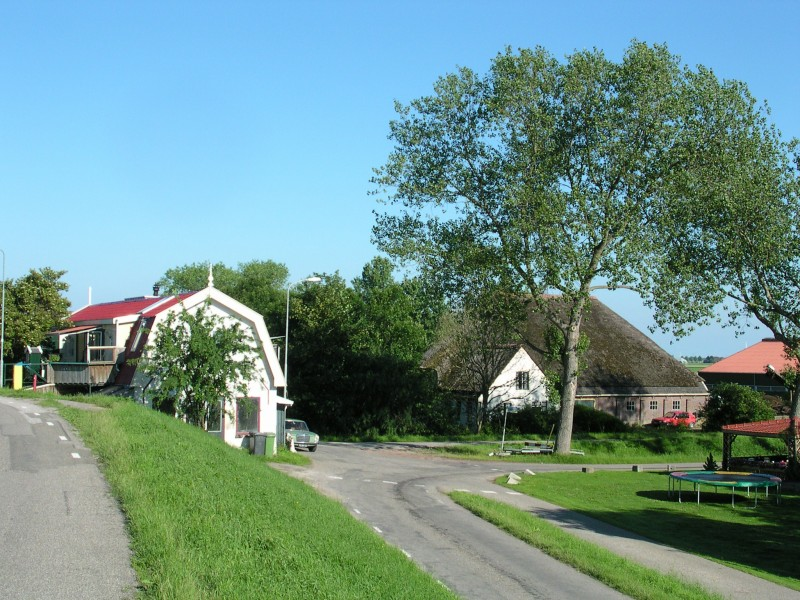
Крейл
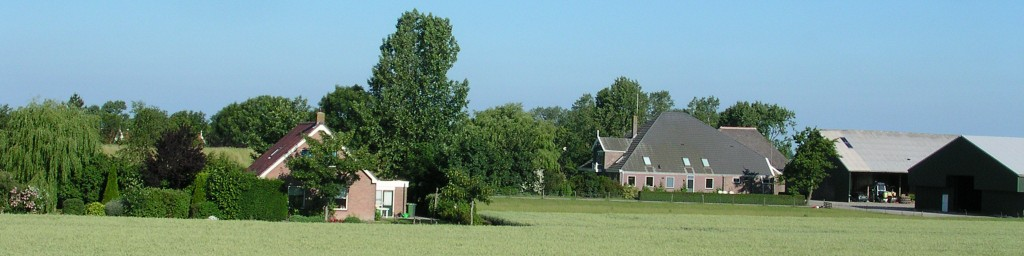
Вид на окраину Крейла
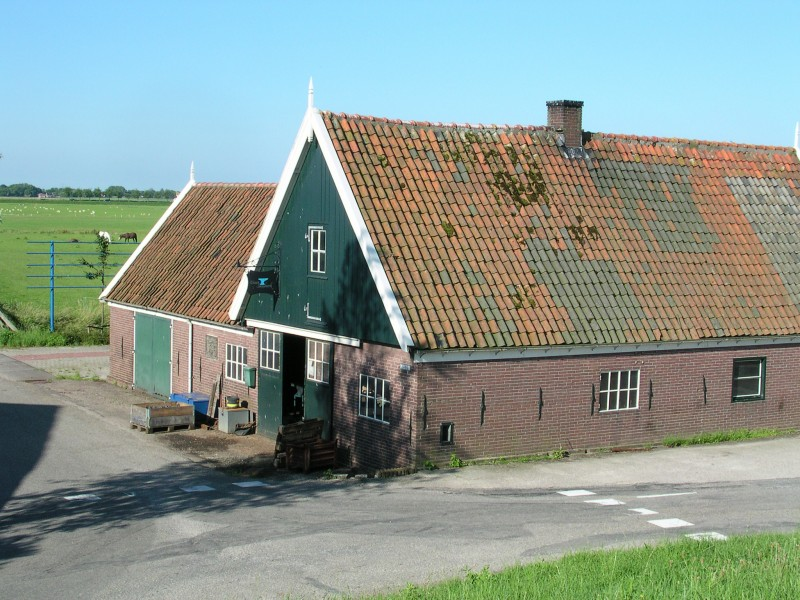
Старая кузница на дамбе